# Светско првенство у фудбалу 2010 — група Ф
Група Ф на Светском првенству у фудбалу 2010. ће играти своје утакмице између 14. јуна и 24. јуна 2010. Група је састављена од репрезентација Италије, Парагваја, Новог Зеланда и Словачке. Прва два тима из групе ће проћи у другу фазу такмичења (осмина финала). Први из групе ће играти са другим из групе Е, док ће други из групе Ф играти са првим из групе Е.

## Састави
- Састави репрезентација групе Ф

## Табела
|    | Табела групе Д | И | Д | Н | И | ДГ | ПГ | ГР | Бод. |
| -- | -------------- | - | - | - | - | -- | -- | -- | ---- |
| 1. | Парагвај       | 3 | 1 | 2 | 0 | 3  | 1  | +2 | 5    |
| 2. | Словачка       | 3 | 1 | 1 | 1 | 4  | 5  | -1 | 4    |
| 3. | Нови Зеланд    | 3 | 0 | 3 | 0 | 2  | 2  | 0  | 3    |
| 4. | Италија        | 3 | 0 | 2 | 1 | 4  | 5  | -1 | 2    |

Сва времена су локална (UTC+2)

## Италија - Парагвај
| Италија     | 1:1        | Парагвај    |
| ----------- | ---------- | ----------- |
| Де Роси 63’ | (извештај) | Алкараз 39’ |

## Нови Зеланд - Словачка
| Нови Зеланд | 1:1        | Словачка  |
| ----------- | ---------- | --------- |
| Рид 90+3’   | (извештај) | Витек 50’ |

## Словачка - Парагвај
| Словачка | 0:2        | Парагвај               |
| -------- | ---------- | ---------------------- |
|          | (извештај) | Вера 27’ · Риверос 86’ |

## Италија - Нови Зеланд
| Италија             | 1:1 | Нови Зеланд |
| ------------------- | --- | ----------- |
| Јаквинта 29’ (пен.) |     | Шмелц 7’    |

## Словачка - Италија
| Словачка                    | 3:2        | Италија                         |
| --------------------------- | ---------- | ------------------------------- |
| Витек 25’ 73’ · Копунек 89’ | (извештај) | Ди Натале 81’ · Кваљарела 90+2’ |

## Парагвај - Нови Зеланд
| Парагвај | 0:0        | Нови Зеланд |
| -------- | ---------- | ----------- |
|          | (извештај) |             |